# 佐川吉男
佐川 吉男 (さがわ よしお、1926年8月17日 - 2000年5月10日) は、日本の音楽評論家で、特にオペラおよび、チェコ、スロヴァキアの音楽に造詣が深かった。没後2003年に「佐川吉男音楽賞」が創設されている。

## 略歴
1926年青森県弘前市に生れる。旧制東京高等学校理科乙類卒業。早稲田大学演劇科に進み、在学中より音楽評論を始める。レコード雑誌『ディスク』編集長を務め、後に『音楽の友』『レコード芸術』『ステレオ』『LP手帖』などの音楽雑誌の新譜レコード評を担当。同時に『朝日新聞』のビデオストリートと新譜試聴室も長年担当した。さらにオペラの分野でも音楽雑誌や演奏会プログラムに解説を寄稿し、活発な評論活動を行った。
武蔵野美術大学教授を務めたほか、東京藝術大学、武蔵野音楽大学、新国立劇場オペラ研修所においてオペラ史、オペラ演出史、舞台美術史の教育研究にもあたった。チェコおよびスロヴァキア音楽にも造詣が深く、その分野の研究、評論も数多く執筆した。それらの功績により1979年、当時のチェコスロヴァキア文化省より「ヤナーチェク・メダル」を授与された。また佐川は「日本チェコスロヴァキア協会」「スメタナ＝ドヴォルジャーク＝ヤナーチェク協会」でも積極的に活動した。前者では1990年代に会長を務め、「日本マルチヌー協会」「日本ヤナーチェク友の会」会長も務めた。さらに『名曲解説全集』 (音楽之友社) のチェコ作品の執筆を担当し、日本語版『ニューグローヴ世界音楽大事典』 (講談社) のチェコ、スロヴァキア関連項目を翻訳した。1999年、勲四等旭日小綬章を受章。
2000年5月10日、肺癌のため73歳で死去。その後2003年に、悦子夫人の提唱で地域のオペラやチェコ関係の音楽活動の振興を目的とした「佐川吉男音楽賞」が創設された。

## 著作
- CD名曲名盤100/オペラ : ベスト・オブ・クラシック (On books) (音楽之友社、1996.8)：モンテヴェルディからアダムスまで、ヨーロッパの作曲家48人のオペラ100作品について、作品の概要と推薦盤CD、LDを紹介。巻末に「不滅のアリア集」として、17のアリア集CDを挙げている。更に「日本のオペラ」として、17ページにわたって明治以降の日本のオペラ史をまとめている。
- 二十世紀のオペラ名演出家 (佐川吉男遺稿集 1) (芸術現代社、2005.7) : 雑誌『音楽の友』別冊として音楽之友社より刊行された『グランドオペラ』誌に佐川が1991年から1999年まで連載した「名演出家とその舞台」をまとめたもの。ヴァルター・フェルゼンシュタインから栗山昌良まで28人の演出家がとり上げられている。主要オペラ作品索引と主要人名索引付[2]。
- 名作オペラ上演史 (佐川吉男遺稿集 2) (芸術現代社、2005.8) : 藤原歌劇団および二期会のオペラ公演プログラムに掲載した原稿をまとめたもの。作曲家ごとに合計30の公演が取り上げられている。主要人名索引付。[4]
- チェコの音楽 (佐川吉男遺稿集 3) (芸術現代社、2005.12) : ドヴォルジャーク、ヤナーチェクを始めとしたチェコの作曲家18名についての作品解説集。初出はレコード解説、音楽雑誌、事典項目に佐川が執筆した記事[3]。
- 日本オペラの軌跡 (佐川吉男遺稿集 4) (芸術現代社、2006.6) : 佐川が日本のオペラ史、オペラ作品、作曲家について、1980年以降音楽雑誌や演奏会プログラムに掲載した記事をまとめたもの。「I 歩み」として、日本のオペラ小史を置き、「II 作品」として日本人作曲家10人の19作品を取り上げている。さらに「III 人」として、山田耕筰、清水脩、團伊玖磨、妹尾河童、三木稔、水野修孝、原嘉壽子をより詳しく論じている。主要人名索引付[5]。

※遺稿集の詳細は、「佐川吉男遺稿集目次一覧」を参照